# Rebelión Maritz
La Rebelión Maritz, Revuelta de los Bóers o Rebelión de los Cinco Chelines ocurrió en Sudáfrica en 1914, al principio de la Primera Guerra Mundial, cuando los hombres que apoyaron la recreación de las viejas repúblicas bóeres se alzaron contra el gobierno de la Unión Sudafricana. Muchos miembros del gobierno eran antiguos bóeres que habían luchado junto con los rebeldes de Maritz contra los británicos en la Segunda Guerra Anglo-Bóer que había terminado doce años antes. La rebelión fracasó y los cabecillas recibieron pesadas multas y condiciones de confinamiento.

## Antecedentes
Al término de la Guerra de los Bóeres doce años antes, a todos los soldados bóeres se les había pedido firmar un compromiso de que cumplirían con los términos de paz. Algunos, como Deneys Reitz, se negaron y fueron desterrados de Sudáfrica. Durante la década siguiente, muchos retornaron a casa y no todos ellos firmaron el compromiso al volver. Al final de las guerras bóeres, aquellos bóeres que habían luchado hasta el final eran conocidos como los del «final amargo»; a la hora de la rebelión, aquellos que no habían prestado el juramento y habían querido comenzar una nueva guerra también se habían hecho conocidos como los del «final amargo».
Un periodista alemán que entrevistó al antiguo general bóer J.B.M. Hertzog para el Tägliche Rundschau escribió:

Hertzog cree que el fruto de la lucha de tres años por parte de los bóeres es que su libertad, en la forma de una República sudafricana general, caerá en su regazo tan pronto como Inglaterra esté implicada en una guerra con un poder continental.

Parafraseando a los nacionalistas irlandeses, «la desgracia de Inglaterra es la oportunidad de los del final amargo», los del final amargo y sus partidarios vieron el principio de la Primera Guerra Mundial como una oportunidad, en particular ya que el enemigo del Reino Unido, el Imperio alemán, era su viejo partidario.

## Comienza la Primera Guerra Mundial
El estallido de las hostilidades en Europa en agosto de 1914 había sido largamente previsto, y el gobierno de la Unión de Sudáfrica estaba bien consciente del significado de la frontera común compartida por Sudáfrica con la colonia del África del Sudoeste Alemana. El primer ministro Louis Botha informó a Londres que Sudáfrica podría defenderse y que la Guarnición Imperial podía marcharse para Francia; cuando el gobierno británico preguntó a Botha si sus fuerzas invadirían África del Sudoeste alemana, la respuesta fue que ellos podían y querían hacerlo.
Las tropas sudafricanas fueron movilizadas a lo largo de la frontera entre los dos países bajo la orden de general Henry Lukin y teniente coronel Manie Maritz a principios de septiembre de 1914. Poco después, otra fuerza ocupó el puerto alemán de Lüderitz.

## La rebelión
Cuando el gobierno sudafricano ofreció invadir las colonias alemanas, el comandante en jefe de la Fuerza de Defensa de Unión, el general Christiaan Beyers, resignado escribió «es triste que la guerra esté siendo emprendida contra el "barbarismo" de los alemanes. Hemos perdonado, pero no hemos olvidado todas las barbaridades cometidas en nuestro propio país durante la Guerra sudafricana», refiriéndose a las atrocidades que se cometieron durante la Guerra Bóer. Un senador nominado, el general Koos de la Rey, quien había rechazado apoyar al gobierno en el parlamento sobre esta cuestión, visitó a Beyers. El 15 de septiembre salieron juntos para visitar al comandante J.C.G. Kemp en Potchefstroom, donde tenía un gran arsenal y una fuerza de 2000 hombres que acababan de terminar de entrenarse, muchos de quienes se pensaba eran simpatizantes de las ideas de los rebeldes.
Aunque no se conozca cuál fue el objetivo de su visita, el gobierno sudafricano creyó que era una tentativa de instigar una rebelión, como declarara el Gobierno en el Libro Azul sobre la rebelión. Según el general Beyers era para hablar de proyectar la dimisión simultánea de oficiales principales del ejército como protesta contra las acciones del gobierno, similar a lo que había pasado en Gran Bretaña dos años antes en el incidente Curragh sobre el Irish Home Rule Bill. En el camino a la reunión, de la Rey fue alcanzado por un tiro casual de la policía en un bloqueo del camino dirigido a buscar a la pandilla Foster. En su entierro, sin embargo, muchos nacionalistas afrikáneres creyeron y perpetuaron el rumor de que había sido un asesinato del gobierno, lo que añadió el combustible al fuego; el que fue aún más inflamado por Siener van Rensburg y sus polémicas profecías.
El general Maritz, que era líder de un comando de fuerzas de la Unión en la frontera del África del Sudoeste Alemana, se alió con los alemanes y publicó una proclama a nombre de un gobierno provisional declarando que «la antigua República de Sudáfrica y el Estado Libre de Orange así como la Provincia del Cabo y Natal son proclamados libres del control británico e independientes y cada habitante blanco de las áreas mencionadas, de cualquier nacionalidad, son por este medio llamados a tomar las armas en sus manos y realizar el ideal mucho tiempo anhelado de una Sudáfrica Libre e Independiente». Se anunciaba que los generales Beyers, De Wet, Maritz, Kemp y Bezuidenhout iban a ser los primeros líderes de este gobierno provisional. Las fuerzas de Maritz ocuparon Keimoes en el área Upington. El comando Lydenburg, bajo el general De Wet, tomó la posesión de la ciudad de Heilbron, bloqueó un tren y capturó almacenes del gobierno y municiones. Algunos ciudadanos prominentes del área se unieron a él, y hacia el final de la semana tenía unas fuerzas de 3000 hombres. Beyers también reunió una fuerza en Magaliesberg; en total, cerca de 12 000 rebeldes se aliaron por la causa.
El gobierno declaró la ley marcial el 14 de octubre de 1914 y las fuerzas leales al gobierno bajo las órdenes del general Louis Botha y Jan Smuts procedieron a destruir la rebelión. El general Maritz fue derrotado el 24 de octubre y se refugió con los alemanes. El comando Beyers fue atacado y se dispersó en Commissioners Drift el 28 de octubre, después de lo cual Beyers unió fuerzas con Kemp, pero se ahogó en el río Vaal el 8 de diciembre. El general De Wet fue capturado en Bechuanalandia, y el general Kemp, habiendo llevado a su comando a través del desierto de Kalahari, perdió 300 de 800 hombres y la mayor parte de sus caballos en el dificultoso viaje de 1100 kilómetros en un mes, se unió a Maritz en África del Sudoeste Alemana, pero volvió después de aproximadamente una semana y se rindió el 4 de febrero de 1915.

## Secuelas
Luego de que la rebelión Maritz fuese suprimida, el ejército sudafricano siguió sus operaciones en el África del Sudoeste Alemana, donde triunfó hacia julio de 1915 (véase la Campaña de África del Sudoeste para más detalles).
Comparado con el destino de los principales rebeldes irlandeses del Alzamiento de Pascua en 1916, los líderes bóeres rebeldes tuvieron una ligeramente baja condena con términos del encarcelamiento de seis y siete años. Dos años más tarde fueron liberados de la prisión, cuando Louis Botha reconoció el valor de la reconciliación. Después de esto, los del «final amargo» se concentraron dentro del funcionamiento del sistema constitucional, forjando el Partido Nacional que vendría a dominar la política de Sudáfrica a partir de finales de los años 1940 hasta principios de los años 1990, cuando el sistema del apartheid que ellos mismos habían construido también cayó.